# تايكي يامادا
تايكي يامادا (باليابانية: 山田 大樹) (مواليد 8 يناير 2002) هو لاعب كرة قدم ياباني.

## وصلات خارجية
- تايكي يامادا على موقع رابطة كرة القدم اليابانية للمحترفين (اليابانية)
- تايكي يامادا على موقع إي إس بي إن إف سي (الإنجليزية)
- تايكي يامادا على موقع قاعدة بيانات كرة القدم.إي يو (الإنجليزية)
- تايكي يامادا على موقع Soccerbase.com (لاعب) (الإنجليزية)
- تايكي يامادا على موقع Soccerway.com (الإنجليزية)
- تايكي يامادا على موقع عالم كرة القدم.نت (الإنجليزية)